# 大隅縦貫道

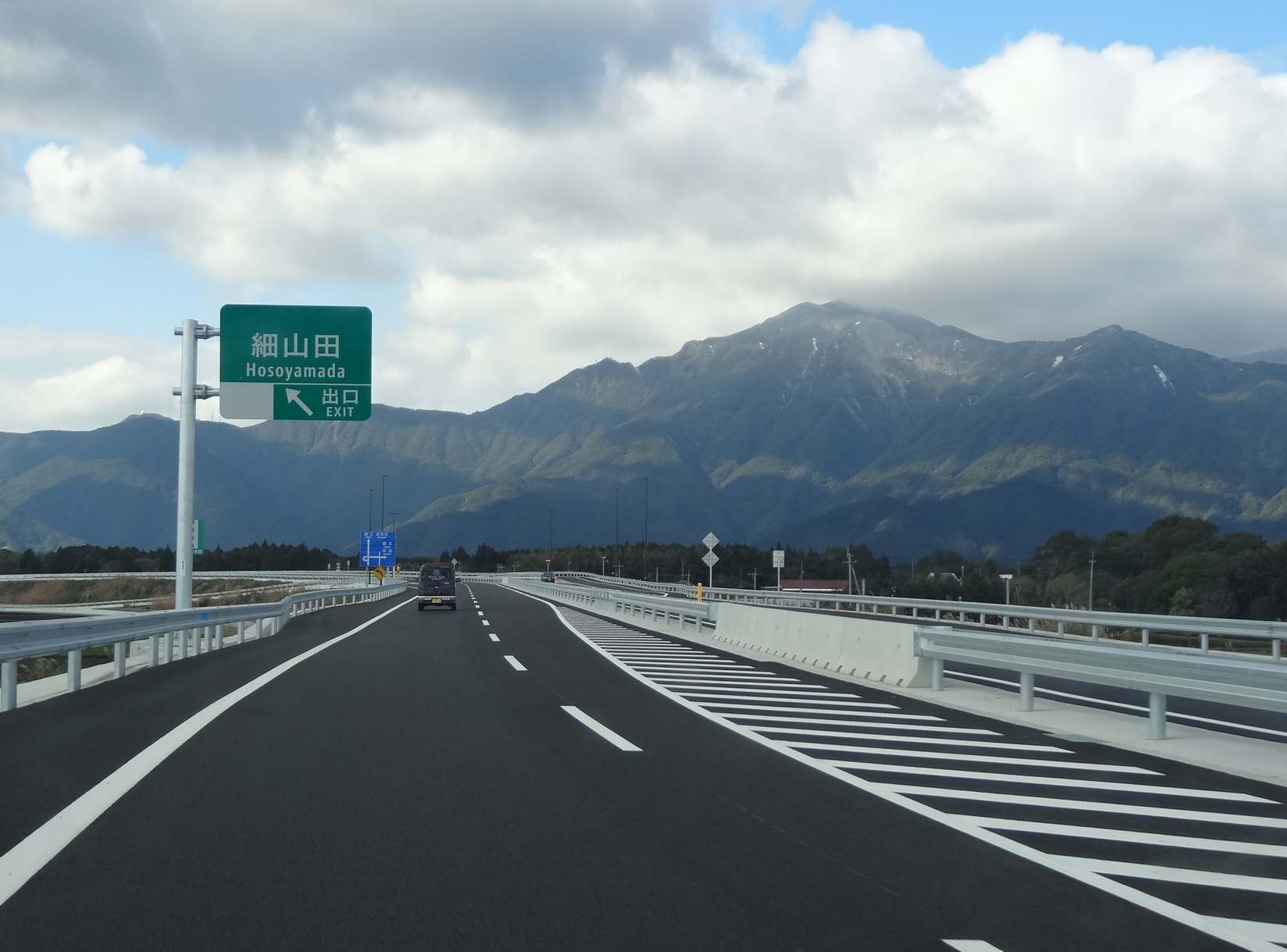
大隅縦貫道・細山田IC付近（鹿屋市街地方面）

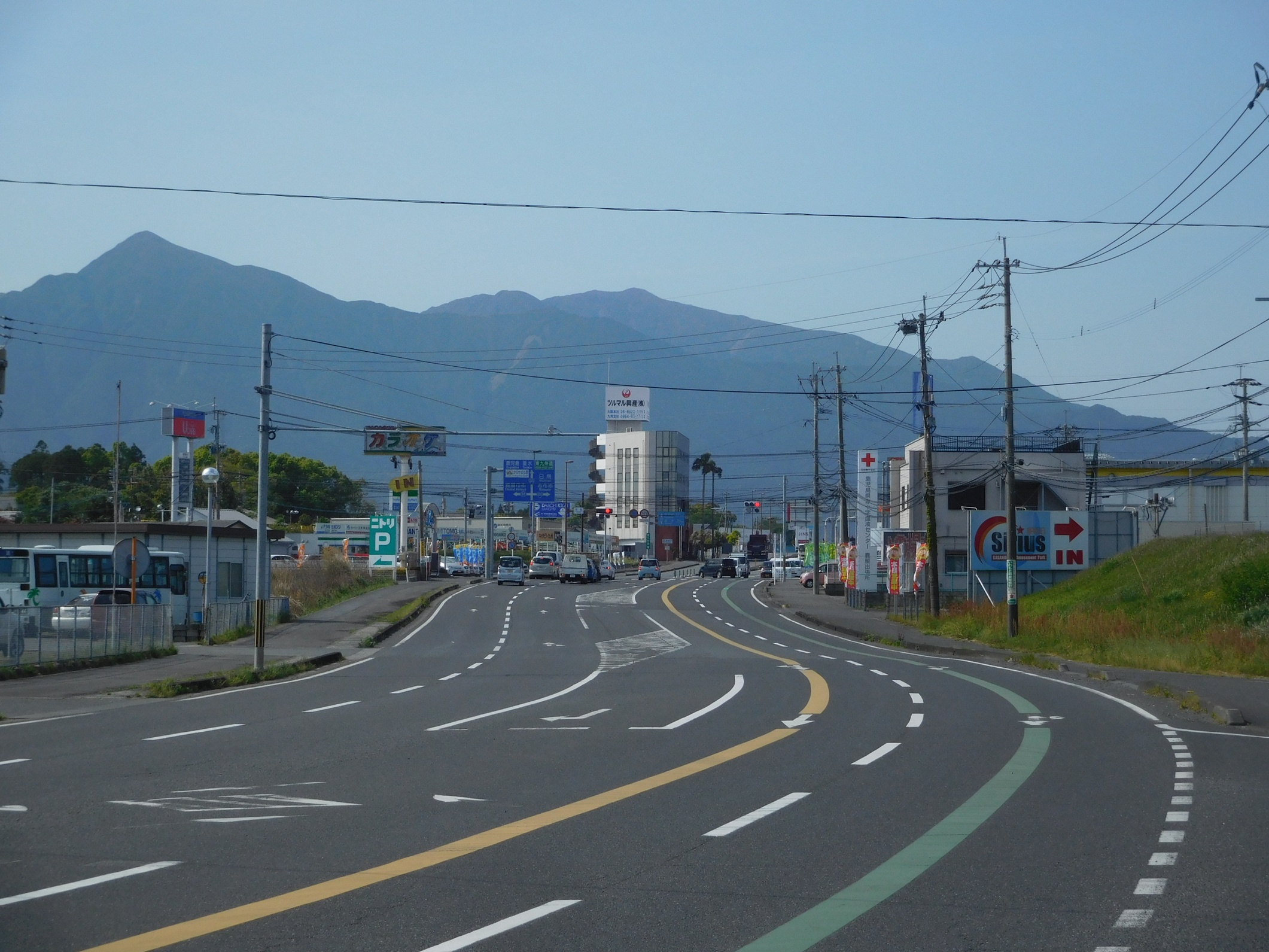
肝付町富山（現道活用区間）

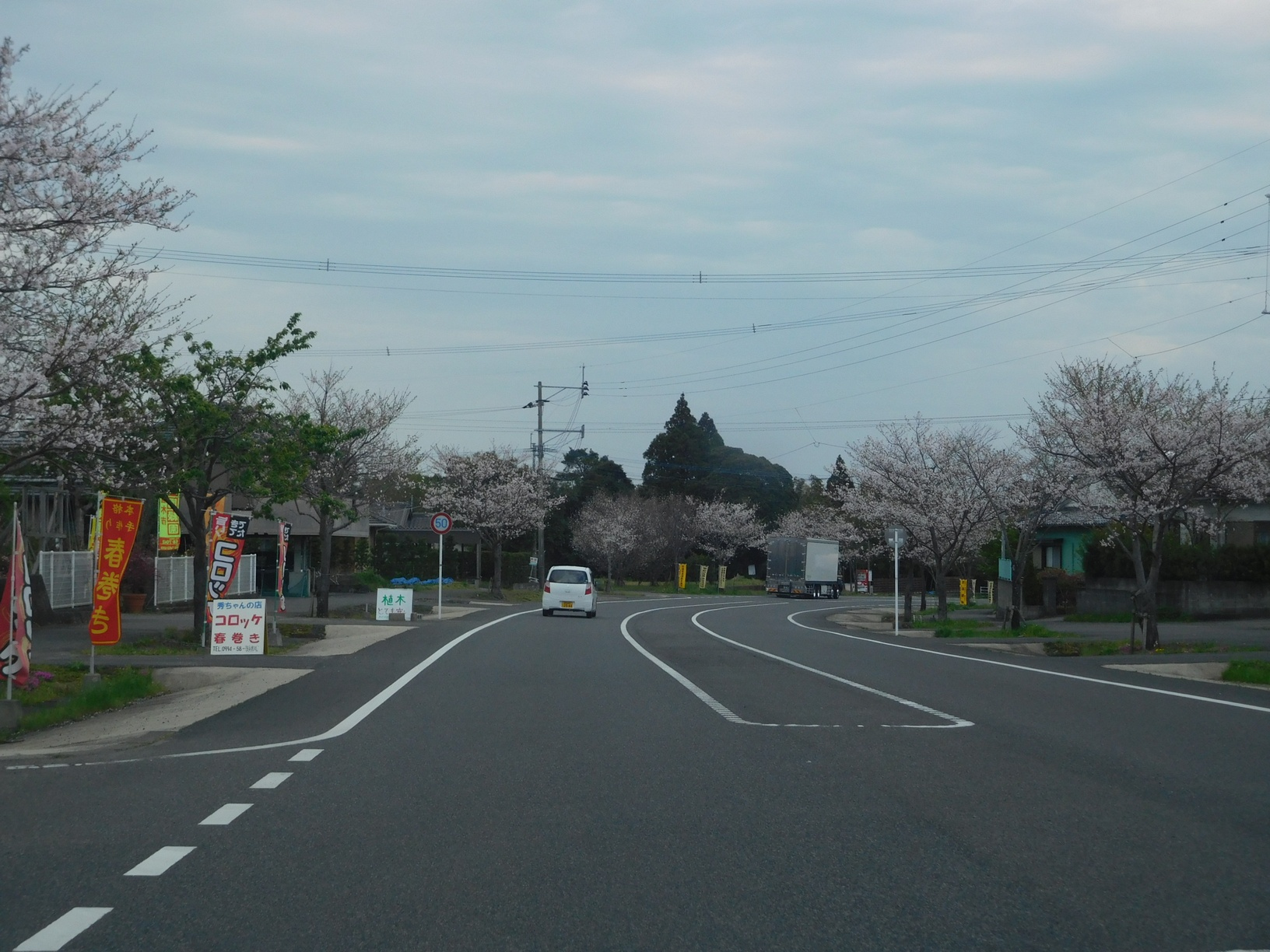
鹿屋市立下名小学校付近（現道活用区間）

大隅縦貫道（おおすみじゅうかんどう）は鹿児島県鹿屋市を起点とし肝属郡南大隅町に至る延長約50kmの地域高規格道路である。

## 概要
1994年12月16日候補路線に指定され、このうち鹿屋市から錦江町（当時は田代町）までの区間が大隅縦貫道（1期）として1998年6月計画路線に指定された。
東九州自動車道鹿屋串良JCTから国道220号鹿屋バイパスまでが整備区間に指定され、一般県道串良鹿屋道路（延長6.1 km）として2014年12月21日15時に開通した。鹿屋串良JCT - 東原IC（国道269号交点）間は鹿児島県道552号鹿屋串良インター線に、東原IC - 笠之原IC（国道220号鹿屋バイパス交点間）は鹿児島県道550号鹿屋環状線の一部としてそれぞれ認定されているが、県道路線としてはいずれも鹿屋市街地寄りの南側が起点、鹿屋串良JCT寄りの北側が終点とされている。
また整備区間以南の一部区間でも、将来事業化されることを見越したと思しき改良工事が行われている。

## 沿革

### 前史

大隅縦貫道の一部として大竹野工区を解説する看板（南大隅町根占、肝属グリーンロード沿線に鹿児島県が1994年以降に設置）
2020年代現在も地域高規格道路としては候補路線のままでありながら、鹿児島県側は大竹野工区を整備済みの「現道活用区間」に位置付けている

大隅縦貫道の呼称および概念は、地域高規格道路としての指定以前から存在した。
1968年に鹿児島県が策定した総合計画『20年後のかごしま』に大隅縦貫道路の概念が北薩縦貫道路や南薩縦貫道路とともに提唱。また、1971年12月に当時の大隅半島1市17町（垂水市を除く当時の大隅半島全自治体）で構成する大隅広域市町村圏協議会が策定した『大隅広域市町村圏計画』には大隅縦貫自動車道として提唱された。両計画ともに当時の福山町（2005年以降は霧島市の一部）から鹿屋市や佐多町（2005年以降は南大隅町の一部）を結ぶ路線と、福山町と志布志町（2006年以降は志布志市の一部）を結ぶ2路線を構想していた。なお、当時の「東九州縦貫自動車道」の構想ルートは鹿児島市から桜島・垂水市経由で鹿屋に至るもので、鹿児島市と桜島の間は架橋の構想であった。
1978年に鹿児島県が策定した『鹿児島県総合計画』では大隅縦貫道を「九州自動車道 加治木インターチェンジから牧之原（当時の福山町）を経由し、佐多町や志布志湾臨海部へ至る路線」と位置付けていた。このうち、加治木 - 鹿屋間は後に東九州自動車道に組み込まれることになり、1989年時点では「東九州自動車道と鹿屋 - 佐多間の鹿児島県道68号鹿屋吾平佐多線の総称」が大隅縦貫道と位置付けられていた。
1986年時点では加治木 - 国分間が大隅縦貫道として建設計画が進められており、加治木 - 小浜（後の隼人西インターチェンジ）間は建設省が、小浜 - 隼人（後の隼人東インターチェンジ）間が日本道路公団の施行する一般有料道路として事業化されていたが、隼人 - 国分間は事業化前であった。このうち加治木 - 隼人間は1992年に国道10号隼人道路として開通した。

### 年表
- 1988年（昭和63年）4月2日 - 国道220号鹿屋バイパスとして笠野交差点（バイパス起点） - 札元269交差点間が開通[10]。
- 1990年度（平成2年度） - 国道220号鹿屋バイパス起点（笠野交差点）と吾平町を結ぶ笠之原工区が事業化[11]。
- 1994年（平成6年）12月16日 - 候補路線に指定される。
- 1998年（平成10年）6月 - 鹿屋市から錦江町（当時は田代町）までの区間が計画路線に指定される。
- 2000年（平成12年） - 串良鹿屋道路のうち、鹿屋串良JCT-東原IC間が事業化される[12]。
- 2004年（平成16年） - 国道220号鹿屋バイパスとして笠野交差点（バイパス起点） - 後の笠之原IC間が4車線化[13]。
- 2005年（平成17年） - 串良鹿屋道路のうち、東原IC-笠之原IC間が事業化される[14]。
- 2007年（平成19年）3月 - 国道220号鹿屋バイパス起点（笠野交差点）と吾平町を結ぶ笠之原工区が開通。後に地域高規格道路としての大隅縦貫道において現道活用区間と位置付けられる[15]。
- 2014年（平成26年）12月9日 - 鹿児島県告示により、大隅縦貫道（串良鹿屋道路）に相当する道路の区域が指定され、同時に側道に相当する区間の供用も開始される[16]。
- 2014年（平成26年）12月16日 - 鹿児島県告示により、大隅縦貫道（串良鹿屋道路）に相当する区間が自動車専用道路に指定される[17]。
- 2014年（平成26年）12月21日 - 串良鹿屋道路 鹿屋串良JCT-笠之原IC間開通に伴い供用開始[18]。
- 2015年（平成27年） - 鹿屋市吾平町下名から同市吾平町上名までの区間が吾平道路として事業化される[19]。
- 2021年度（令和3年度） - 鹿屋市吾平町上名から錦江町田代麓までの区間（約16キロメートル）が吾平大根占田代道路として事業化される[20]。

## 各事業区間

### 串良鹿屋道路
串良鹿屋道路は、東九州自動車道鹿屋串良JCTから国道220号鹿屋バイパスまでを結ぶ、全延長6.1 kmの自動車専用道路である。2014年12月21日に全線開通した。

### 鹿屋市笠之原町 - 同吾平町下名間について（現道活用区間）
鹿屋市笠之原町（笠之原IC）から同吾平町下名の6.5 kmについては現道活用区間と位置付けられている。このうち肝付町の笠野交差点以北は国道220号鹿屋バイパス、笠野交差点以南は県道68号である。

### 吾平道路

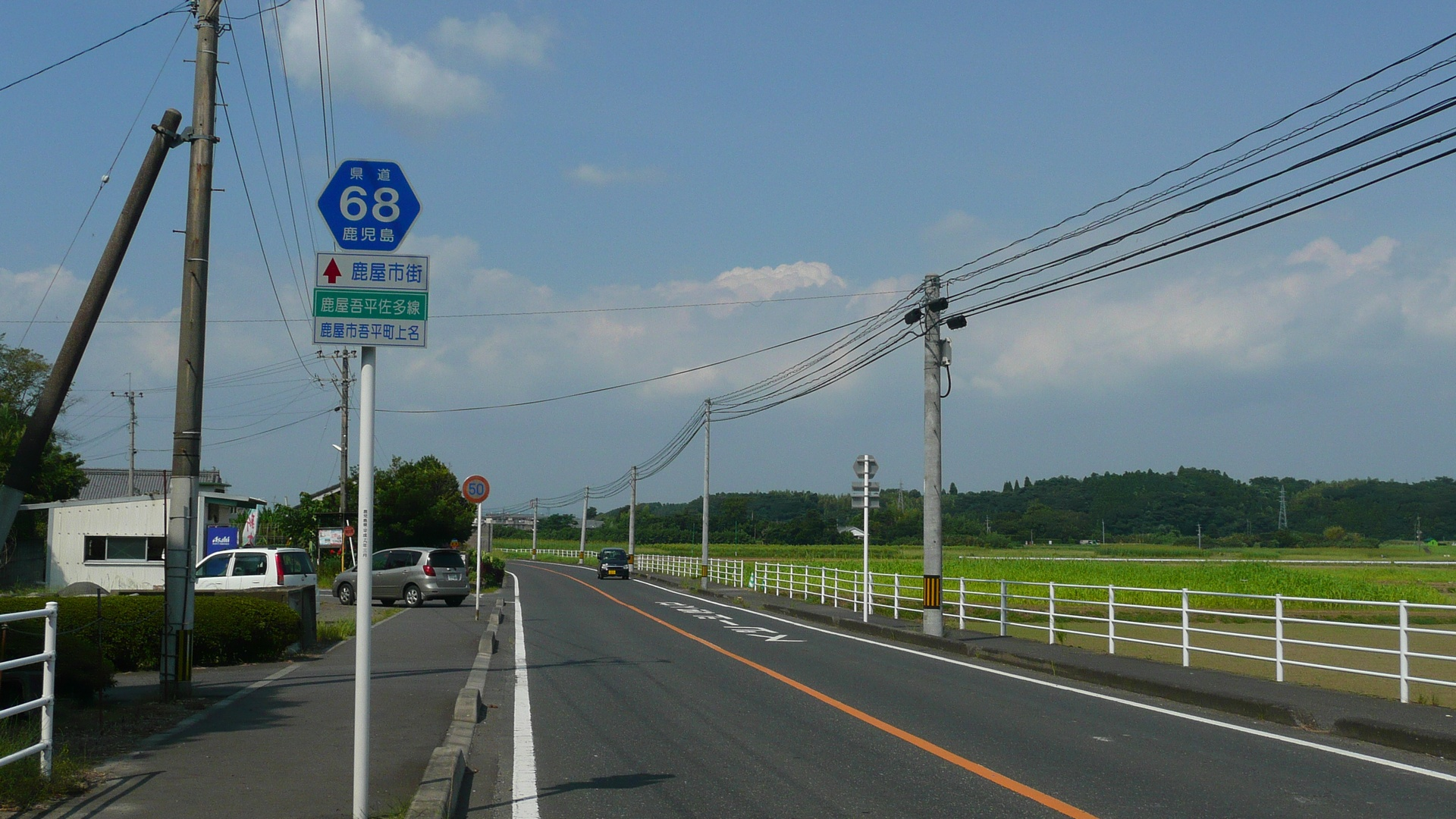
吾平道路終点付近・鶴峰小学校前（鹿屋市街地方面、2009年撮影）

吾平道路（あいらどうろ）は、鹿児島県鹿屋市吾平町下名から同市吾平町上名まで（鹿屋市立鶴峰小学校付近）を結ぶ、全延長4 kmの道路である。2015年に事業化された。起点側の約3 kmはバイパス道路、終点の約1.1 kmは既存道路（現道）の拡幅工事として整備される。鶴峰小学校寄りの900 mは2021年度までに整備が完了、全線開通は2025年度を予定している。

### 吾平大根占田代道路
吾平大根占田代道路（あいらおおねじめたしろどうろ）は鹿児島県鹿屋市吾平町上名から錦江町田代麓（国道448号交点）を結ぶ、全延長16 kmの道路である。2021年度に事業化された。総事業費は320億円を予定している。

## インターチェンジなど
- IC番号欄の背景色が■である部分については道路が開通済みの区間を示している。又、施設名欄の背景色が■である部分は施設が供用開始されていない、又は完成していない事を示す。なお、未供用区間の名称は仮称である。

| IC番号                | 施設名      | 接続路線名                | 起点 から | 備考 | 所在地 |
| --------------------- | ----------- | ------------------------- | --------- | ---- | ------ |
| 37                    | 鹿屋串良JCT | E78 東九州自動車道        | 0.0       |      | 鹿屋市 |
|                       | 細山田IC    |                           | 1.1       |      | 鹿屋市 |
|                       | 東原IC      | 国道269号                 | 3.9       |      | 鹿屋市 |
|                       | 笠之原IC    | 国道220号（鹿屋バイパス） | 6.1       |      | 鹿屋市 |
| 南大隅町方面 計画路線 |             |                           |           |      |        |

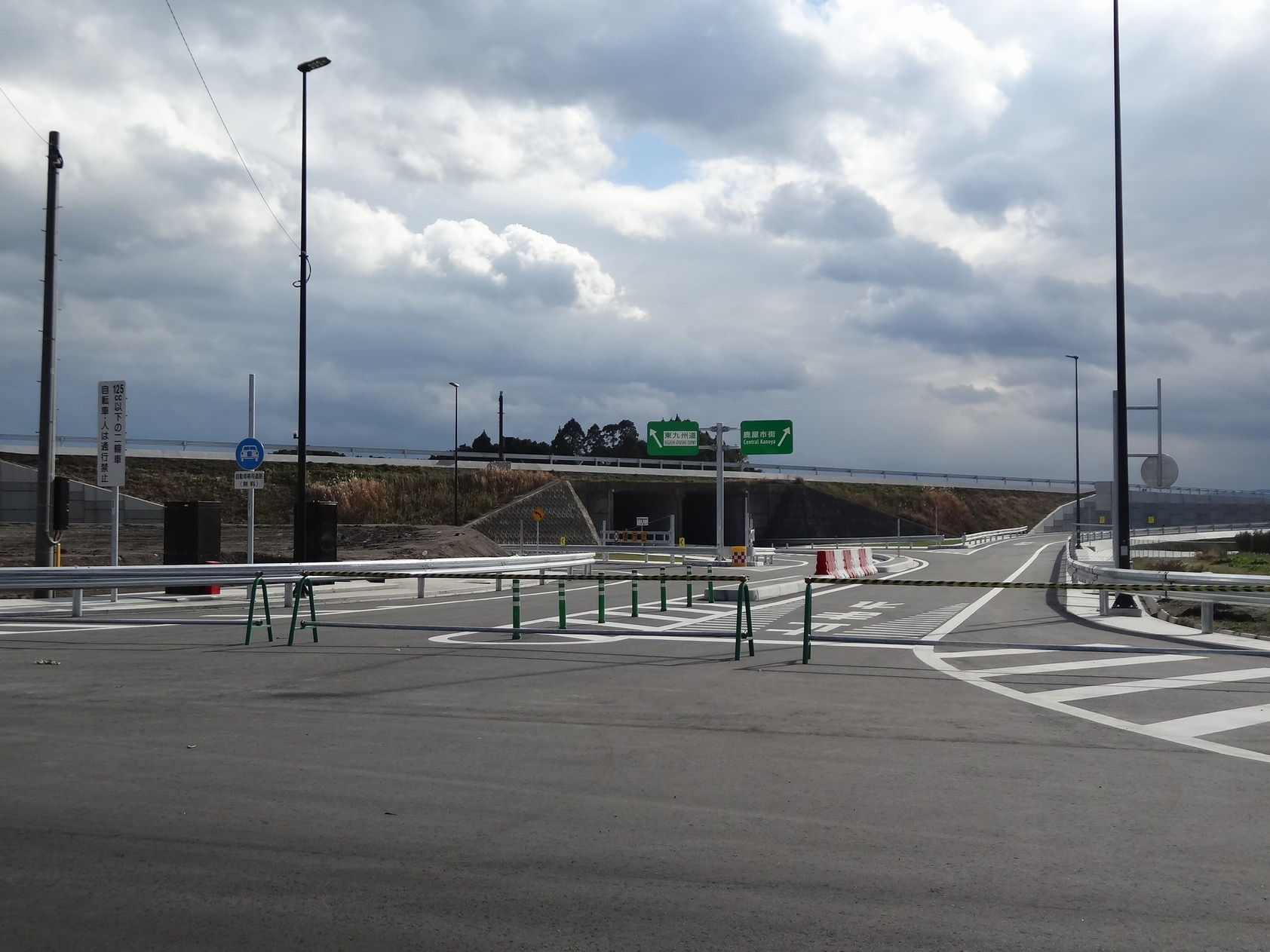
細山田IC出入口
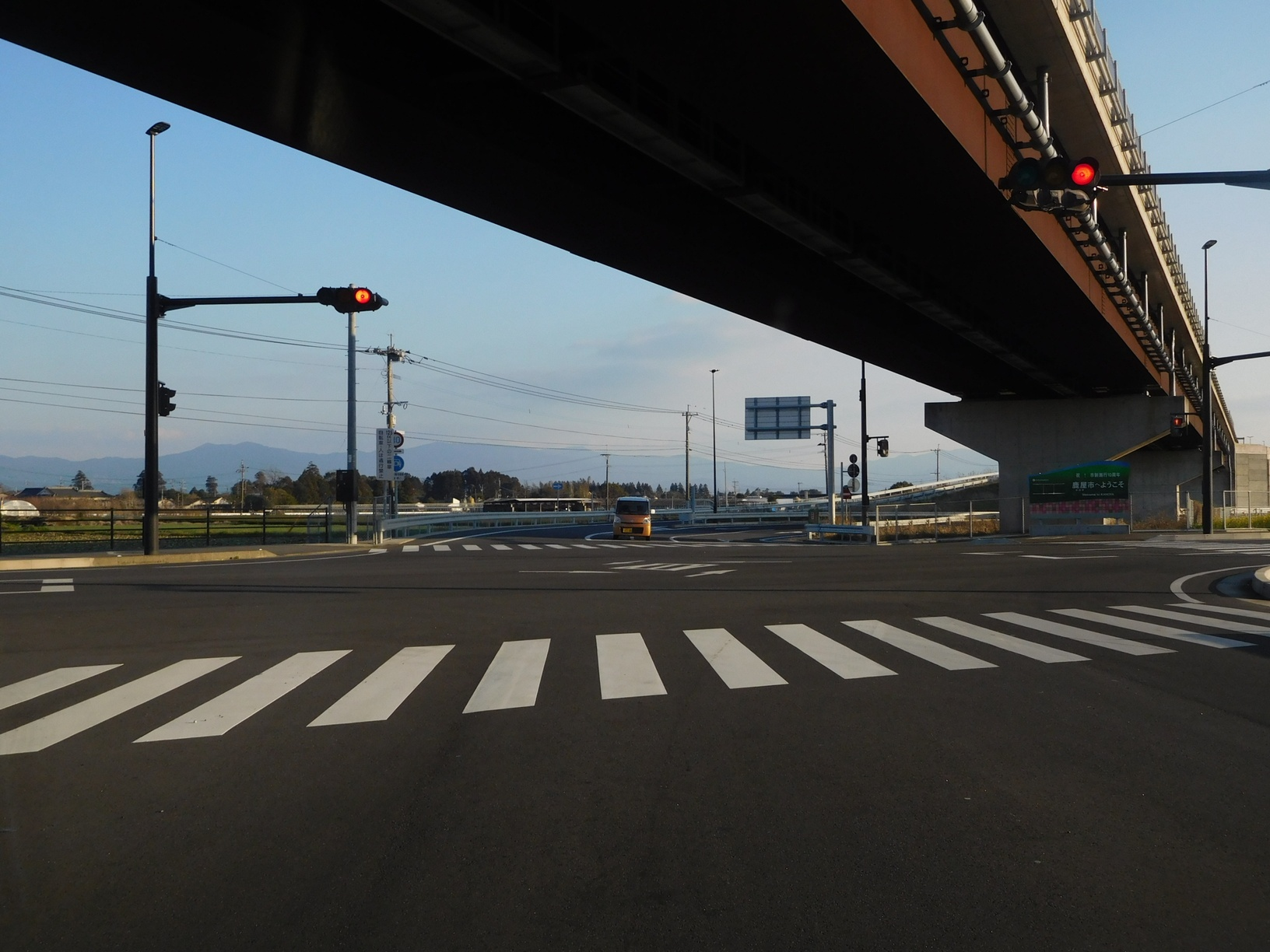
東原IC出入口（2016年2月）
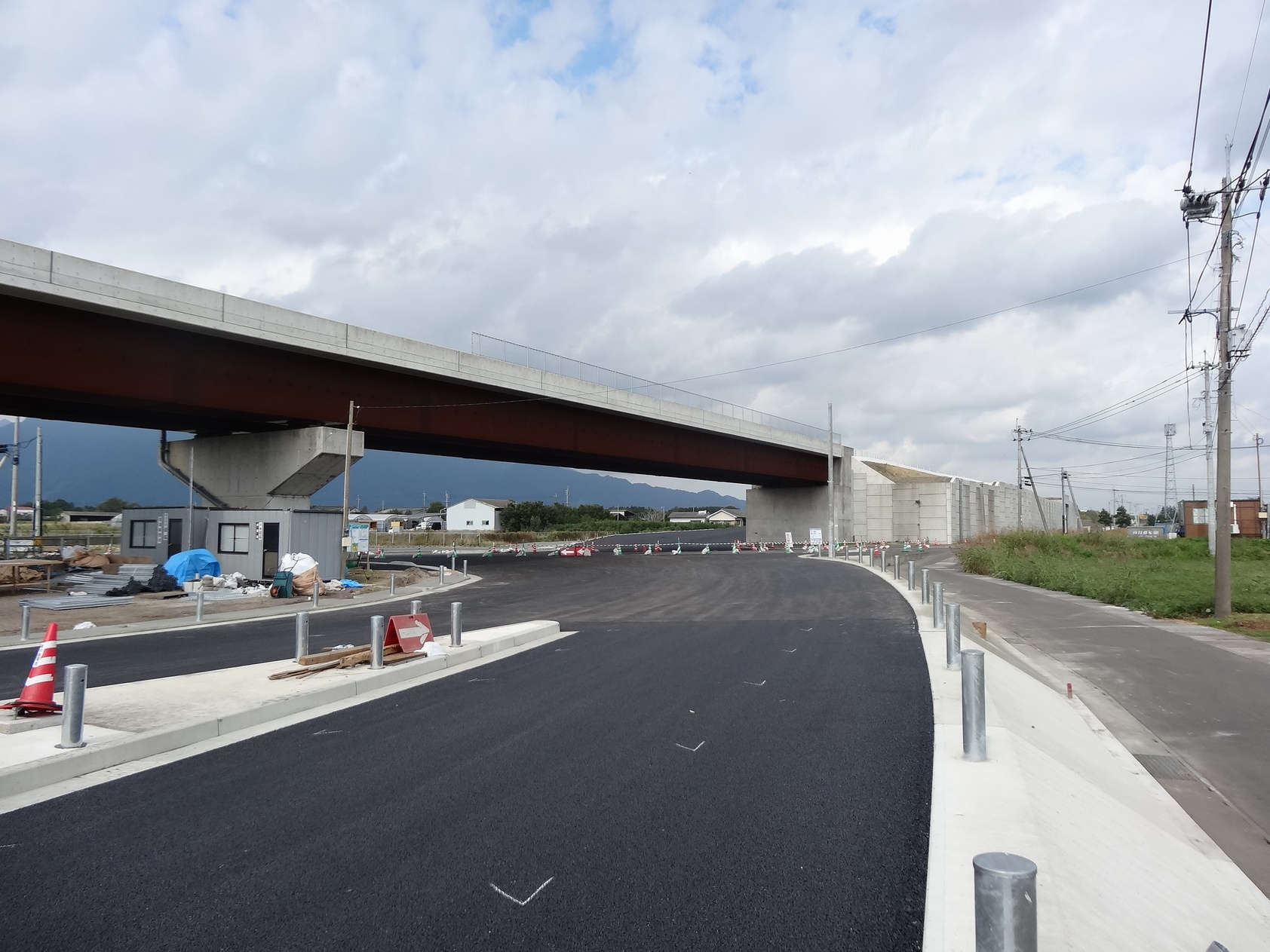
建設中の東原IC出入口（2014年10月）
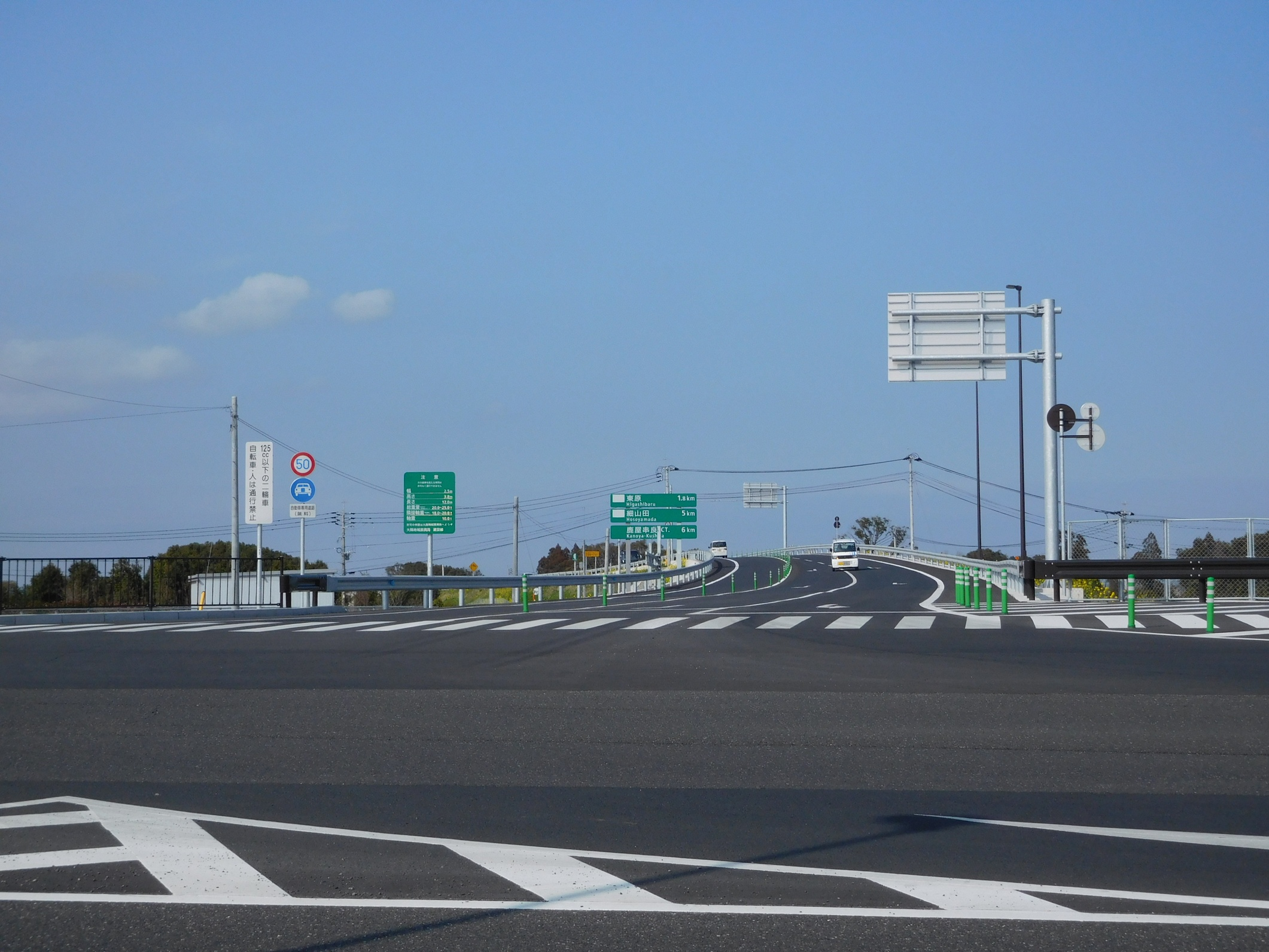
笠之原IC

## 車線・最高速度・料金
| 区間                   | 車線 上下線=上り線+下り線 | 最高速度         | 有料/無料 |
| ---------------------- | ------------------------- | ---------------- | --------- |
| 鹿屋串良JCT - 細山田IC | 2=1+1（暫定2車線）        | 60 km/h （法定） | 無料      |
| 細山田IC - 笠之原IC    | 2=1+1（暫定2車線）        | 70 km/h （指定） | 無料      |